# Trueperales
Ordre
Les Trueperales sont un ordre monotypique de bacilles à Gram négatif de la classe des Deinococci. Son nom provient de Truepera qui est le genre type de cet ordre.
Selon la LPSN (27 avril 2025) cet ordre ne contient qu'une seule famille, les Trueperaceae  Rainey et al. 2005.